# Histoire des Juifs à Berne
 (juin 2021).
La mise en forme du texte ne suit pas les recommandations de Wikipédia : il faut le « wikifier ».
Les points d'amélioration suivants sont les cas les plus fréquents. Le détail des points à revoir est peut-être précisé sur la page de discussion.
- Les titres sont pré-formatés par le logiciel. Ils ne sont ni en capitales, ni en gras.
- Le texte ne doit pas être écrit en capitales (les noms de famille non plus), ni en gras, ni en italique, ni en « petit »…
- Le gras n'est utilisé que pour surligner le titre de l'article dans l'introduction, une seule fois.
- L'italique est rarement utilisé : mots en langue étrangère, titres d'œuvres, noms de bateaux, etc.
- Les citations ne sont pas en italique mais en corps de texte normal. Elles sont entourées par des guillemets français : « et ».
- Les listes à puces sont à éviter, des paragraphes rédigés étant largement préférés. Les tableaux sont à réserver à la présentation de données structurées (résultats, etc.).
- Les appels de note de bas de page (petits chiffres en exposant, introduits par l'outil «  Source ») sont à placer entre la fin de phrase et le point final[comme ça].
- Les liens internes (vers d'autres articles de Wikipédia) sont à choisir avec parcimonie. Créez des liens vers des articles approfondissant le sujet. Les termes génériques sans rapport avec le sujet sont à éviter, ainsi que les répétitions de liens vers un même terme.
- Les liens externes sont à placer uniquement dans une section « Liens externes », à la fin de l'article. Ces liens sont à choisir avec parcimonie suivant les règles définies. Si un lien sert de source à l'article, son insertion dans le texte est à faire par les notes de bas de page.
- La présentation des références doit suivre les conventions bibliographiques. Il est recommandé d'utiliser les modèles {{Ouvrage}}, {{Chapitre}}, {{Article}}, {{Lien web}} et/ou {{Bibliographie}}. Le mode d'édition visuel peut mettre en forme automatiquement les références.
- Insérer une infobox (cadre d'informations à droite) n'est pas obligatoire pour parachever la mise en page.

Pour une aide détaillée, merci de consulter Aide:Wikification.
Si vous pensez que ces points ont été résolus, vous pouvez retirer ce bandeau et améliorer la mise en forme d'un autre article.
L’histoire des Juifs à Berne remonte au moins au Moyen Âge. À la suite de l'expulsion et de la persécution des Juifs pendant et après l'épidémie de la peste noire, peu de Juifs ont pu vivre ou travailler dans le canton jusqu'au XIXe siècle. La communauté juive de Berne (Jüdische Gemeinde Bern), fondée en 1948, est encore active aujourd'hui.

## Le Moyen Âge
La première indication des Juifs à Berne remonte à 1259. La présence d'une synagogue, d'un cimetière et d'un quartier juif témoigne d'une communauté juive bien présente à cette époque. La Judengasse était située à côté de l'Inselkloster dans l'actuelle Kochergasse. La synagogue et le Judentor se trouvaient respectivement sur le terrain du Bundeshaus et devant son entrée principale. Le cimetière a été vendu vers 1323; deux pierres tombales médiévales ont été conservées. Le quartier juif a été recouvert de nouveaux bâtiments en 1901, et partiellement excavé en 2003. Principalement pauvres, les Juifs médiévaux de Berne vivaient de prêts d'argent, de prêts sur gages, de commerce de bétail et d'articles d'occasion. Certains sont reconnus comme médecins. Des lettres de protection réglementent les conditions de résidence, les impôts, la profession et la pratique religieuse. En 1294, la petite communauté est persécutée et expulsée après l'accusation de meurtre rituel de l'enfant Rudolf de Berne (qui a été honoré dans la cathédrale de Berne comme un martyr).
L'apparition de la peste noire en 1348 déclenche une multitude de pogroms anti-juifs dans toute l'Europe. Berne joue un rôle central dans la transmission des rumeurs d'empoisonnement des puits. Malgré les meurtres violents et les persécutions de 1348 à 1350, les Juifs reviennent à Berne en 1375. D'autres expulsions ont lieu en 1392 et 1427 après l'agitation anti-juive du chroniqueur Konrad Justinger. Par la suite, seuls les marchands ambulants et les médecins juifs étaient autorisés à rester dans la ville jusqu'en 1798.

## XVIeetXVIIIesiècles
Peu est connu sur le judaïsme à Berne aux XVIe et XVIIIe siècles. En 1648, la ville envoie une directive à ses fonctionnaires argoviens, exigeant l'expulsion des Juifs et menaçant ceux qui les tolèrent d'une amende de 100 gulden. Cependant, quelques semaines plus tard, à la demande des Juifs, cette exigence est atténuée et  ils sont autorisés à voyager librement et à participer aux marchés et aux foires de la région.
En 1787, les Juifs de Berne sont à nouveau expulsés et le conseil municipal interdit tout commerce avec eux. Il leur est également interdit de séjourner dans le canton. Cette interdiction concerne également les Juifs de Surbtal, qui sont sous la protection de Baden.

## XIXesiècle
Au début du XIXe siècle, des Juifs individuels peuvent s'installer à Berne, mais la liberté d'établissement dans la région n'est établie qu'en 1846. Peu après, en 1848, des Juifs alsaciens fondent la « Corporation des Israélites de la ville de Berne », renommée plus tard Jüdische Gemeinde Bern (Communauté juive de Berne). À partir de 1856, la maison "Hinter den Speichern" dans la Anatomiegasse (aujourd'hui Genfergasse) servait de synagogue. Le rabbin de Hégenheim s'occupait de la congrégation, et les morts y étaient également enterrés. En 1871, le cimetière moderne ouvre dans la Papiermühlestrasse, et en 1906, la communauté inaugure sa synagogue maure-orientale à l'angle de la Kapellenstrasse et de la Sulgeneckstrasse. Pendant une trentaine d'années, il existe également une communauté juive est-européenne.

## XXesiècle
Vers 1910, la communauté juive compte environ 1 000 membres. Beaucoup ont immigré d'Europe de l'Est, notamment des étudiants russes. L'étudiante juive russe la plus célèbre est Anna Tumarkin, qui devint plus tard la première femme professeur à l'Université de Berne et la première femme à siéger au Sénat d'une université en Europe. La plus importante contribution de Berne à la science, la théorie de la relativité d'Albert Einstein, a été écrite depuis la Marktgasse, la maison d'Einstein dans la vieille ville de Berne, à deux pas de la vieille horloge, le Zytglogge. L'appartement est aujourd'hui un musée, et le musée historique de Berne présente une exposition permanente sur Albert Einstein.
Pendant la Seconde Guerre mondiale, la vente de la théorie de la conspiration antisémite, Les Protocoles des Sages de Sion, mène à un procès devant le tribunal de Berne (le procès de Berne). Les plaignants (l'Association suisse des Juifs et la Communauté juive de Berne) réussissent à gagner le procès, et le président du tribunal déclare que les Protocoles sont faux. C'est également à cette époque que le "Groupe de Berne" — un groupe d'aides juifs et de diplomates polonais — opère en secret pour sauver les vies de centaines de Juifs, en distribuant des faux papiers sud-américains et des lettres de protection,.
À Berne, ce n'est qu'en 1995 que le canton reconnaît la communauté religieuse juive dans le droit public, lui donnant ainsi le même statut que les églises nationales. La communauté compte environ 340 membres. Selon sa mission, la Jüdische Gemeinde Bern est « ouverte et tolérante envers toutes les orientations religieuses juives ».